# اینستبل
اینستبل (به انگلیسی: Ainstable) یک روستا و محله مدنی در بریتانیا است که در منطقه ادن واقع شده‌است. اینستبل ۵۷۰ نفر جمعیت دارد.